# Saint-Denis-de-l'Hôtel
Saint-Denis-de-l'Hôtel è un comune francese di 2 917 abitanti situato nel dipartimento del Loiret nella regione del Centro-Valle della Loira.

## Società

### Evoluzione demografica
Abitanti censiti